# 自然学 (アリストテレス)

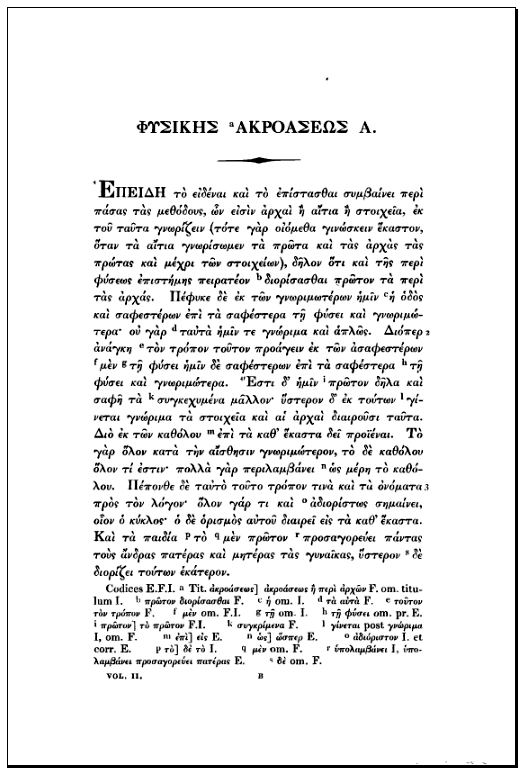
1837年オックスフォード版の第1ページ

『自然学』（しぜんがく、希: Φυσικῆς ἀκροάσεως、ギリシア語ラテン翻字: physikēs akroaseōs、羅: Physica, Physicae Auscultationes、英: Physics）とは、古代ギリシアの哲学者アリストテレスによる自然哲学の研究書である。
アリストテレスは、「万学の祖」と呼ばれ、様々な領域の研究を行った傑出した哲学者であり、自然学的な研究も数多く残しており、現代の天文学、生物学、気象学などに相当する領域でも研究業績を残している。この『自然学』はそうした自然学研究群の基礎を構成し、なおかつアリストテレス哲学の中でも重要な位置を占めている。
本書は全8巻で構成されており、第1巻から第2巻までは原理についての論述、第3巻では運動と無限なものについて、第4巻では場所、空間、時間について、第5巻から第8巻では運動と変化について考察されている。自然を研究する上でまず一般的な原理に基づきながら徐々に個別な対象を分析している。

## 構成

### 概要
全8巻から成る。
- 第1巻 - 自然学の領域と原理の概説。
- 第2巻 - 自然学の対象と四原因。
- 第3巻 - 運動、無限。
- 第4巻 - 場所、空虚、時間。
- 第5巻 - 諸運動の分類。
- 第6巻 - 分割と転化、移動と静止。
- 第7巻 - 動者。
- 第8巻 - 第一動者（不動の動者）と宇宙。

### 詳細

#### 第1巻（自然学の領域と原理の概説）
- 第1巻 - 自然学の領域と原理の概説。全9章。
  - 第1章 - 自然学の対象と研究方法上の心得。
  - 第2章 - 自然の「第一原理」の数や種類についての諸難問。自然的実在はエレア派が想定するような「一者」ではない。
  - 第3章 - エレア派の論議に対する論理的検討。
  - 第4章 - 原理についての自然学者たちの諸見解とこれらに対する批判。
  - 第5章 - 原理は反対のものどもである。
  - 第6章 - 原理は数において二つまたは三つ。
  - 第7章 - 生成過程の分析により著者の見解 --- 原理の数は二つ（質料と形相）または三つ（質料と形相と欠除）であること --- の正しさが示される。
  - 第8章 - この正しい見解によって原理についての諸難問が解決される。
  - 第9章 - 「第一原理」（質料と形相と欠除）についての補説。

#### 第2巻（自然学の対象と四原因）
- 第2巻 - 自然学の対象と四原因。全9章。
  - 第1章 - 自然・自然的とは何か。自然と技術。
  - 第2章 - 自然学の対象と「自然学研究者」の任務。彼らと「数学研究者」及び「第一哲学研究者」との相違。
  - 第3章 - 転化の四原因。自体的原因と付帯的原因。
  - 第4章 - 偶運と自己偶発。これらについての他の人々の見解。
  - 第5章 - 偶運とか自己偶発とかは存在するか。またどのように存在するか。偶運の定義。
  - 第6章 - 自己偶発と偶運の相違。これらは転化の自体的原因ではない。
  - 第7章 - 自然学研究者はその四原因の全てから考察し把握せなばならない。
  - 第8章 - 自然の合目的性。エンペドクレス等の機械的必然論への批判。
  - 第9章 - 自然の世界における必然性の意義。

#### 第3巻（運動、無限）
- 第3巻 - 運動、無限。全8章。
  - 【運動について】
    - 第1章 - 運動の種類。運動の暫定的定義。
    - 第2章 - この定義を確証するための補説。
    - 第3章 - 動かすものと動かされるもの。それらの現実化。運動の定義。

  - 【無限について】
    - 第4章 - 無限なものについての先人の諸見解。その存在を認める人々の説と彼らがそれを想定する理由。無限の諸義。
    - 第5章 - 実体としての無限なものを認めるピュタゴラス派の説とその批判。無限な感覚的物体は存在しない。
    - 第6章 - 無限なものは可能的に存在する。加えることによる無限と分割することによる無限。無限とは何か。
    - 第7章 - 諸種の無限なもの。数における無限と量における無限。空間的な大きさ及び時間の長さに関する無限と運動の関係。無限は四原因のいずれに関するものか。
    - 第8章 - 無限なものを現実的に存在するとする諸見解に対する批判。

#### 第4巻（場所、空虚、時間）
- 第4巻 - 場所、空虚、時間。全14章。
  - 【場所について】
    - 第1章 - 場所の存否。それが何であるかについての諸難問。
    - 第2章 - 場所とは何か。それはものの質料なのか形相なのか。
    - 第3章 - 何ものかの内にあるということの諸義。ものはそのもの自らの内に存在するのか。場所は場所の内に存在するのか。
    - 第4章 - 場所の本質についての4つの見解。場所の定義。
    - 第5章 - この定義の補説。天界の外にこれを包む場所は存しない。第1章の諸難問に対する解答。

  - 【空虚について】
    - 第6章 - 空虚についての他の人々の諸見解。
    - 第7章 - 一般に「空虚」という語で何が考えられているか。空虚の存在を肯定する諸説への反論。
    - 第8章 - 物体から離れて独立な空虚は存在しない。物体によって占められる空虚も存在しない。
    - 第9章 - 空虚はいかなる物体の内部にも存在しない。

  - 【時間について】
    - 第10章 - 時間の存否についての諸難問。時間についての種々の見解。
    - 第11章 - 時間とは何か。時間と運動との関係。時間の定義。時間と「今」との関係。
    - 第12章 - 時間の諸属性。ものごとが時間の内にあるということの諸義。
    - 第13章 - 時間の過去・現在・未来と時間関係の諸語（いつか、やがて、先程、昔、突然など）の意味。
    - 第14章 - 時間論補稿 --- 時間と意識との関係。時間と天体の円運動との関係など。

#### 第5巻（諸運動の分類）
- 第5巻 - 諸運動の分類。全6章。
  - 第1章 - 運動・転化の研究のための予備的諸考察。転化とその分類。
  - 第2章 - 運動の分類。動かされ得ないもの。
  - 第3章 - 「一緒に」「離れて」「接触する」「中間に」「継続的」「接続的」「連続的」の意味。
  - 第4章 - 運動が一つと言われる、その多くの意味。
  - 第5章 - 運動の反対性。
  - 第6章 - 運動と静止の反対性。「自然的」「反自然的」な運動と静止の反対性。

#### 第6巻（分割と転化、移動と静止）
- 第6巻 - 分割と転化、移動と静止。全10章。
  - 第1章 - 連続的なものは不可分なものから成ることはできず、常に可分的である。
  - 第2章 - 前章の詳細。
  - 第3章 - 「今」は不可分なものであり、どんなものも「今」においては運動も静止もしていない。
  - 第4章 - 転化するものは全て可分的である。運動は時間と諸部分の運動とに関して可分的である。時間・運動・現に運動している状態・運動しているもの・運動の領域は全て同じように可分的である。
  - 第5章 - 転化し終えたものは転化し終えたまさにその時には転化の終端の内にある。転化し終えるのは不可分な時としての「今」においてである。転化するものにも転化する時間にも最初というものが無い。
  - 第6章 - 転化するものは転化の直接的な時間のどの部分においても転化している。転化しているものはより先に転化し終えたのであり転化し終えたものはより先に転化していた。
  - 第7章 - 運動するもの。距離。時間の有限と無限。
  - 第8章 - 停止の過程と静止について。運動するものがその運動の時間において静止しているあるものに対応していることは不可能である。
  - 第9章 - ゼノンの運動否定論への論駁。
  - 第10章 - 部分の無いものは運動し得ない。円環的な移動を除いて転化は無限でありえない。

#### 第7巻（動者）
- 第7巻 - 動者。全5章。
  - 第1章 - 動くものは全て何かによって動かされる。どんな他のものによっても動かされることのない第一の動かすものがある。
  - 第2章 - 動かすものと動かされるものとは接触していなければならない。
  - 第3章 - 性質の変化は全て感覚的諸性質に関する。
  - 第4章 - 運動の速さについての比較。
  - 第5章 - 力が重いものを動かす働きに関する原理。

#### 第8巻（第一動者（不動の動者）と宇宙）
- 第8巻 - 第一動者（不動の動者）と宇宙。全10章。
  - 第1章 - 運動は常にあったし常にあるだろう。
  - 第2章 - 前章に反対する見解への反駁。
  - 第3章 - 時には運動し時には静止している事物がある。
  - 第4章 - 動くものは全て何かによって動かされる。特に自然的に動くものについて。
  - 第5章 - 第一の動かすものは他のものによって動かされるのではない。第一の動かすものは動かされ得ないものである。
  - 第6章 - 第一の動かすものは永遠で一つである。それは付帯的にさえ動かされない。第一の動かされるものも永遠である。
  - 第7章 - 移動が第一の運動である。移動以外のどんな運動・転化も連続的でない。
  - 第8章 - 円運動のみが連続的で無限である。
  - 第9章 - 円運動が第一の移動である。以上のことの若干の再確認。
  - 第10章 - 第一の動かすものは部分も大きさも持たず宇宙の周辺にある。

## 内容

### 各巻概略
【第1巻】 kinesis（キネーシス、“運動”）やmetabole（メタボーレ、変化）が可能であるためにはどのような原理が必要なのか、という問いが立てられる。そしてアリストテレス以前の哲学者たちの説が検討され、eidos（エイドス、形相）、steresis（ステレーシス、欠如態、hylee（ヒュレー、質料）の3つの原理が運動や変化を説明するのに必要でありかつ十分である、と述べる。
【第2巻】 ここでアリストテレスは自然学の対象と方法を規定する。まず自然物を「運動や静止の原理をそれ自体のうちにもつもの」と定義する。次に「〜のphysis」（「 〜のフュシス（自然）」）という表現の意味を分析し、それは「〜のヒュレー（質料）」と「〜のエイドス（形相）」の2つの意味でありうるとし、エイドスのほうが優先されるべきだ、と述べる。そして、ヒュレーとエイドスからなるものとして自然物を研究するのが自然学だ、とする。
また原因という概念が分析される。原因の中でも基本的なものとして質料因、形相因、目的因、始動因の4つを挙げ（四原因説）、さらに、派生的なそれとして付帯原因、偶然などにも言及し、自然学というのは上記基本的原因のすべてを解明すべきだ、と述べる（なお、目的因を認めないような機械論的考え方には反対する）。
【第3巻、第4巻】 運動の概念と、それに関係する連続・無限・場所・空虚・時間等の概念について考察する。
【第5巻】kinesisに関する問題
【第6巻】連続性の問題（ゼノンのパラドックス など）
【第7巻】kinesisに関する問題
【第8巻】kinesisするものは何かによって動かされるという事実から、その何かを動かした何かを遡ってゆけば、不動の動者（全ての運動を引き起こした究極の原因で、それ自身は動かないもの）が存在する、と論証する。

## 後世における受容・評価
アリストテレスが本書で展開した世界観は古代ギリシア・ローマ時代、さらにはラテン語に翻訳されヨーロッパの中世でも学ばれ、学問の基礎づけに用いられ重用された。
16世紀中葉に太陽中心説がコペルニクスによって提唱され、その説が検討に値する学説だと人々に認知されるにつれ、地球中心説に基づいていたアリストテレスの宇宙論に深く結びついていた彼の運動論も少しずつ疑問視されるようになっていった。